# 斯科特凱爾蒂島
斯科特凱爾蒂島是俄羅斯的島嶼，屬於法蘭士約瑟夫地群島的一部分，由阿爾漢格爾斯克州負責管轄，位於胡克島以西2.5公里的北冰洋，長7.5公里、寬4公里，最高點海拔高度64米。